# Judas (birra)
La  Judas è una birra ad alta fermentazione di stile Belgian ale prodotta nelle Fiandre dal birrificio Alken-Maes.

## Descrizione
La Judas è una birra dal colore dorato intenso, rifermentata in bottiglia. Il suo odore è fruttato, con sentori agrumati e di miele d'acacia. Il sapore è acidulo, fortemente maltato e con note alcoliche preponderanti; il finale è amaro e asciutto. La schiuma è abbondante ma poco persistente.
Gli ingredienti comprendono malto d'orzo, luppolo della Boemia, estratto di luppolo, sciroppo di glucosio, acqua, lievito.
Dopo la fermentazione primaria, la birra viene lasciata maturare in cantina per un lungo periodo affinché il sapore si affini. Al termine della maturazione, viene imbottigliata con aggiunta di lievito per la fermentazione secondaria.